# Linda zayuensis
Linda zayuensis är en skalbaggsart som beskrevs av Pu 1981. Linda zayuensis ingår i släktet Linda och familjen långhorningar. Inga underarter finns listade i Catalogue of Life.